# ۱۰۵۱ (قمری)
۱۰۵۱ (قمری)، هزار و پنجاه و یکمین سال در گاهشماری هجری قمری است. اول محرم این سال برابر با دوازدهم آوریل سال ۱۶۴۱ میلادی است.